# 궈쥔린
궈쥔린(중국어: 郭俊麟, 병음: Guō Jùnlín, 한자음: 곽준린, 1992년 2월 2일~) 중화민국의 야구 선수로 포지션은 투수이다. 현재 중화 직업봉구 대연맹의 퉁이 라이온스 소속으로 활동하고 있으며, 이전에는 일본 프로 야구의 사이타마 세이부 라이온스 소속으로 활동했다.